# Метличич, Петар
Петар Метличич (хорв. Petar Metličić; род. 25 декабря 1976; Сплит) — хорватский гандболист, игравший на позиции правого защитника.

## Карьера

### Клубная
Метличич начал заниматься гандболом в своём родном городе в составе клуба «Бродомеркур». В 1998 году вместе со своими друзьями Драганом и Гораном Ерковичами перебрался в команду «Меткович Джамбо», в составе которой выиграл Кубок ЕГФ. В 2003 году он уехал в Испанию в клуб «Адемар Леон», с которым завоевал Кубок обладателей Кубков ЕГФ в 2005 году, после чего ушёл в «Сьюдад Реал». В 2006, 2008 и 2009 годах в составе «Реала» Петар выигрывал Лигу чемпионов ЕГФ. В 2010 году он переехал в Словению, где играл в составе «Целе». Сезон 2012/2013 провёл во французском клубе «Монпелье», по окончании которого объявил о завершении карьеры.

### В сборной
За сборную Петар сыграл 144 игры и забил 407 голов. В сборной был постоянным игроком основы, а также входил в число немногих универсальных игроков, умевших отрабатывать в обороне и нападении. Играл на чемпионатах мира 2003 и 2005 годов, где становился соответственно чемпионом и серебряным призёром (на последнем первенстве был единственным универсальным игроком сборной). На своих последних пяти турнирах Петар всегда преодолевал стадию четвертьфинала: в его активе есть серебряные медали чемпионата Европы 2008 года и олимпийское чемпионство 2004 года.